# Arelys Henao (serie de televisión)
Arelys Henao es una serie de televisión biográfica colombiana de antología musical producida por Caracol Televisión, la cual está inspirada en la vida de Arelys Henao.
En la primera temporada, se estrenó como Arelys Henao, canto para no llorar, el 11 de enero de 2022 y finalizó el 13 de abril de 2022. En la segunda temporada, se estrenó como Arelys Henao, aún queda mucho por cantar, el 9 de enero de 2024 y finalizó el 15 de abril de 2024.
En la primera temporada está protagonizada por Mariana Gómez y José Ramón Barreto, con la participación antagónica de Anderson Ballesteros. En la segunda temporada está protagonizada por Verónica Orozco y Santiago Alarcón, con las participaciones antagónicas de Catalina Polo, Pablo Azar, Nelson Camayo, Héctor García, Valentina Lizcano y Julián Caicedo.

## Reparto

### Primera temporada
- Mariana Gómez como Arelys Henao
- José Ramón Barreto como Wilfredo de Jesús Hurtado Zuluaga
- Anderson Ballesteros como Óscar Vargas "Patoco"
- Juan Sebastián Calero como Alonso Henao
- Ana María Pérez como María Ruiz de Henao
- Sebastián Giraldo como Fernando Enrique "Nando" Henao Ruiz
- Daniel Mira como Martín Henao Ruiz
- Henry Montealegre como Lázaro Henao Ruiz
- María José Correa como Alba Henao Ruiz
- Isabella Betancur como Nubia Henao Ruiz
- Yuri Vargas como Yazmín Solano
- Victoria Ortiz como Clara Inés Ríos
- Simón Savi como Samuel
- Alejandra Duque como Gabriela Jaramillo
- Juan Millán como Matías Gómez
- Juanita Molina como Ángela
- Tatiana Arango como Sofía
- Mauricio Mejía como Uriel Osorio
- Luis Eduardo Motoa como Tano Henao
- Jim Muñoz como Fabián Viscaino
- Carmenza Cossio como Leda Hurtado
- Camila Taborda como Amanda
- Freddy Ordóñez como Benancio Urrego
- Jairo Ordóñez como Baltazar Urrego
- Juan Pablo Acosta como Don Jairo
- Marcela Vanegas como Profesora Aurora Moreno
- Inés Prieto como Profesora Gilma
- Alejandro Gutiérrez como Maximiliano Jaramillo
- Nikolás Rincón como Ciro
- Juan Carlos Messier como Nicolás Rubiano
- Jimena Durán como Marcela Quintero de Rubiano
- Juan Sebastián Velandia como Teniente Cabo
- Alisson Joan como Margarita
- Jeka Garcés como Violeta
- Óscar Salazar como Walter
- Ivonne Gómez como Shirley Constanza
- Milton Lopezarrubla como Ronald
- Jagdy López como Duvis
- Marcela Agudelo como Luisa
- Luis Carlos Fuquen como Don Kiko
- Carlos Quintero como Carlos Merlano “El Mago”
- Daniela Salazar como María Fernanda Peñaloza
- Fernando Lara como Pastor
- Juan Carlos Arango como Ariulfo
- Mauricio Cujar como Gonzalo
- Luis Alberto Rojas
- Felipe Bernedette como Jerónimo
- Juan David Galindo como Milton
- Michelle Gutty como Alba Luz
- Luz Estrada como Clemencia Páramo
- Gerardo Calero como Henry Quintero
- Alberto Saavedra como Don Argemiro
- Alejandro Estrada como Mario

### Segunda temporada
- Verónica Orozco como Arelys Henao
- Santiago Alarcón como Wilfredo de Jesús Hurtado Zuluaga
- Mateo Osto como Juan Esteban Hurtado Henao
- Brandon Figueredo como Miguel Ángel Hurtado Henao
- Héctor García como "Nando"
- Catalina Polo como Salomé Rendón Tamayo
- Nelson Camayo como Dionisio Bocanegra Jiménez "El Sierra"
- Linda Lucía Callejas como María Ruiz viuda de Henao
- Sebastián Giraldo como Fernando Enrique "Nando" Henao Ruiz
- Daniel Mira como Martín Henao Ruiz
- Tatiana Ariza como Yazmín Solano
- Laura Taylor como Adelaida Solano
- Victoria Ortiz como Clara Inés Ríos
- Luis Eduardo Motoa como Tano Henao
- Carmenza Cossio como Leda Hurtado
- Freddy Ordóñez como Benancio Urrego
- Jairo Ordóñez como Baltazar Urrego
- Liliana González de la Torre como Zulma Jimena Roca Rondón
- Pablo Azar como Francisco "Pancho" Fernández
- Quique Mendoza como José Rojas
- Orlando Valenzuela como Coronel Maldonado
- Alejandra Miranda como Dorotea Tamayo
- Mateo Moreno como Gerardo Rendón Tamayo
- Juan Millán como Matías Gómez
- Susana Posada como Gabriela Jaramillo
- Alejandro Gutiérrez como Maximiliano Jaramillo
- Jim Muñoz como Fabián Viscaino
- Carlos Fernández como Simón Mejía
- Valentina Lizcano como Victoria "Vicky" Giraldo
- Melissa Zapata como Erika
- Danny Galvis como Maritza
- Francisco Rueda como Álvaro Roldán Ortega
- Valeria Caicedo como Daniela Castañeda "Cabo Castañeda" / "Sargento Castañeda"
- Giancarlo Mendoza como Hermes Gamboa "Sargento Gamboa"
- Héctor Mejía como Iván Morales
- Julián Caicedo como Tito Restrepo
- Caterin Escobar como Olivia Tobón
- Boris Lafaurie como Ferney
- Eduardo Pérez como "Cariño"
- Julián Díaz como Leonel
- Marianela Quintero como Mayerli de Hurtado
- Juliana Gómez como Rosa "Rosita" Hurtado
- Jonatan Agudelo como Fabio
- Héctor Sánchez como Reynel Urrao Uribe
- José Luis Uribe como Agustín
- Laura Junco como Gloria
- Andy Múnera como Robbie
- Isabella Rodríguez como Lina
- Pedro Calvo como Alfonso
- Catherine Mira como Cintya

## Curiosidades
- En un principio esta bionovela iba a ser realizada por RCN Televisión en el año 2017.